# Saison 6 de The Resident
 (janvier 2023).
Si vous disposez d'ouvrages ou d'articles de référence ou si vous connaissez des sites web de qualité traitant du thème abordé ici, merci de compléter l'article en donnant les références utiles à sa vérifiabilité et en les liant à la section « Notes et références ».
Chronologie
Saison 5
Cet article présente le guide des épisodes de la sixième saison de la série télévisée américaine  The Resident.

## Généralités
- Aux États-Unis, cette saison est diffusée depuis le 20 septembre 2022.
- Au Canada, elle est diffusée en simultané sur le réseau CTV.

## Distribution

### Acteurs principaux
- Matt Czuchry (VF : Ludovic Baugin) : Resident Conrad Hawkins
- Manish Dayal (VF : Nathanel Alimi) : Dr Devon Pravesh
- Bruce Greenwood (VF : Bernard Lanneau) : Dr Randolph Bell
- Malcolm-Jamal Warner (VF : Bertrand Dingé) : Dr AJ Austin
- Glenn Morshower (VF : Richard Leroussel) : Marshall Winthrop
- Jane Leeves (VF : Laurence Dourlens) : Kitt Voss
- Jessica Lucas : Dr Billie Sutton, résidente en neurochirurgie
- Anuja Joshi : Dr Leela Devi, nouvelle interne en chirurgie
- Kaley Ronayne : Dr Kincaid « Cade » Sullivan
- Andrew McCarthy : Ian Sullivan

### Acteurs récurrents
- Michael Hogan : Dr Albert Nolan, chirurgien traumatologue
- Tasso Feldman (VF : Stéphane Marais) : Dr Irving Feldman, médecin urgentiste
- Jessica Miesel (VF : Diane Kristanek) : Infirmière Jessica Moore
- Catherine Dyer (en) (VF : Audrey Sourdive) : Infirmière Alexis Stevens
- Vince Foster (VF : Jean Rieffel) : Dr Paul Chu
- Denitra Isler (VF : Julie François) : Infirmière Ellen Hundley
- Denise Dowse (en) : Carol Austin
- Shazi Raja (VF : Delphine Rivière) : Nadine Suheimat
- Conrad Ricamora : Jake Wong
- Aneesha Joshi : Padma Devi, sœur jumelle de Leela

## Épisodes

### Épisode 1:Deux cœurs
- États-Unis /  Canada : 20 septembre 2022 sur Fox / CTV
- France : 7 février 2024 sur TF1

- États-Unis : 2,71 millions de téléspectateurs (première diffusion)

### Épisode 2:Le bon état d'esprit
- États-Unis /  Canada : 27 septembre 2022 sur Fox / CTV
- France : 7 février 2024 sur TF1

- États-Unis : 2,65 millions de téléspectateurs (première diffusion)

### Épisode 3:Une seule balle
- États-Unis /  Canada : 4 octobre 2022 sur Fox / CTV
- France : 7 février 2024 sur TF1

- États-Unis : 2,69 millions de téléspectateurs (première diffusion)

### Épisode 4:Ça ne va pas durer
- États-Unis /  Canada : 11 octobre 2022 sur Fox / CTV
- France : 14 février 2024 sur TF1

- États-Unis : 2,71 millions de téléspectateurs (première diffusion)

### Épisode 5:Un château en Espagne
- États-Unis /  Canada : 18 octobre 2022 sur Fox / CTV
- France : 14 février 2024 sur TF1

- États-Unis : 2,64 millions de téléspectateurs (première diffusion)

### Épisode 6:Pour le meilleur ou pour le pire
- États-Unis /  Canada : 25 octobre 2022 sur Fox / CTV
- France : 14 février 2024 sur TF1

- États-Unis : 2,97 millions de téléspectateurs (première diffusion)

### Épisode 7:La chimère
- États-Unis /  Canada : 8 novembre 2022 sur Fox / CTV
- France : 21 février 2024 sur TF1

- États-Unis : 2,98 millions de téléspectateurs (première diffusion)

### Épisode 8:Addictions et contradictions
- États-Unis /  Canada : 15 novembre 2022 sur Fox / CTV
- France : 21 février 2024 sur TF1

- États-Unis : 2,56 millions de téléspectateurs (première diffusion)

### Épisode 9:Pas de pression, pas de diamant
- États-Unis /  Canada : 29 novembre 2022 sur Fox / CTV
- France : 21 février 2024 sur TF1

- États-Unis : 3,32 millions de téléspectateurs (première diffusion)

### Épisode 10:Journée familiale
- États-Unis /  Canada : 6 décembre 2022 sur Fox / CTV
- France : 28 février 2024 sur TF1

- États-Unis : 2,79 millions de téléspectateurs (première diffusion)

### Épisode 11:Tout compris
- États-Unis /  Canada : 3 janvier 2023 sur Fox / CTV
- France : 28 février 2024 sur TF1

- États-Unis : 2,52 millions de téléspectateurs (première diffusion)

### Épisode 12:Jusqu'à ce que sagesse s'ensuive
- États-Unis /  Canada : 10 janvier 2023 sur Fox / CTV
- France : 28 février 2024 sur TF1

- États-Unis : 2,50 millions de téléspectateurs (première diffusion)

### Épisode 13:Tout le monde sur le pont
- États-Unis /  Canada : 17 janvier 2023 sur Fox / CTV
- France : 28 février 2024 sur TF1

- États-Unis : 2,98 millions de téléspectateurs (première diffusion)